# Тверитин, Иван Яковлевич
Иван Яковлевич Тверитин (1806, Тобольская губерния — 6 [18] июня 1890, Юган) — российский селекционер из Сургутского уезда. Занимался хлебопашеством на северных широтах Тобольской губернии.

## Биография
Иван родился примерно в 1806 году в семье пономаря Иакова Тверитина.
Определён пономарём в 11.06.1821—05.1834 годах, дьяконом в 05.1834—12.1837 годах в Сургутскую Троицкую церковь, священником в Богоявленской церкви села Юганское в 12.1837—20.07.1883 годах, заштатным священником в 20.07.1883—06.06.1890 годах.
Был женат на Агафьи Максимовне, у них было две дочери Евдокия и Алевтина и четверо сыновей Василий (1831—1901), Егор, Финоген и Македоний. Старший сын Василий родился в Сургуте, получил домашнее образование. Егор окончил Тобольскую духовную семинарию. Македоний Иоаннов Тверитин также окончил Тобольскую духовную семинарию с аттестатом третьего разряда в 1865 году, служил священником в селе Самарово Тобольской губернии.
Школа для детей остяков
Вместе со старшим сыном Василием организовал Юганскую инородческую школу для детей остяков в собственном доме, вместе обучали детей грамоте, рисованию, иконописанию. В школе взял на своё содержание двух мальчиков, приход содержал ещё 10—12 детей. 12.12.1844 года Василий назначен пономарём Богоявленской церкви, где служил отец. В 1845 году Иван Яковлевич награждён архипастырской признательностью «за обучение остяцких детей и содержание их на свой счет», в 1847 году — «благословением Святейшего Синода за обучение остяцких детей и содержание их на свой счет». 06.12.1848 года Василий посвящён в стихарь архиепископом Тобольским и Сибирским Георгием (Ящуржинским) и определён наставником в данную школу до 17.03.1855 года. В 1854 году Василий был также отмечен архипастырским благословением «за усердное преподавание остяцким детям русской грамоты».
Василий Иванович 17 марта 1855 года по распоряжению архиепископа Тобольского и Сибирского Евлампия (Пятницкого) был допущен правлением Тобольской духовной семинарии в класс живописи «для усовершенствования в живописном искусстве», где находился 2 месяца и 17.05.1855 года «получил по способностям, прилежанию и успехам очень хорошие свидетельства» за подписью семинарского правления. После чего был определён уже дьячком в походную церковь села Обдорское Березовского уезда «в видах пользы службы как знающий остяцкий язык».
Хлебопашество на 61° северной широты
Семья Тверитиных в Юганском заготавливала летом сушёную рыбу, а хлеб закупали на зиму в Сургуте, стоил он от 60 копеек до 1 рубля серебром за пуд. Иван Яковлевич решил акклиматизировать ряд зерновых культур: озимою и яровую рожь, гречиху, ячмень, овёс, лён. Иоанн Яковлевич писал, что «находясь где бы то ни было, каждый должен заботиться как о себе, так и равно и об окружающих. Помня это, я давно намеревался принести какую-либо услугу, полезную для края и вместе с тем противостоящую климату. Могу признаться, что во мне крылось давнее желание открыть опыт хлебопашества… Принять на себя труд, открыть опыт хлебопашества было целью, чтобы рано или поздно избавиться от дорогих цен на хлебную провизию, которые в настоящее время возвысились более 1 рубля серебром за пуд». Первый урожай ячменя собрал в 1854 году. В 1855 году очистил от леса ½ десятины и 15 мая засеял под соху шесть пудов зерновых (ячменем, овсом, гречей, рожью, пшеницей), получил урожай в 120 пудов. Ящик с колосьями был отправлен в Вольное экономическое общество. За что был награждён большой серебряной медалью. 15 мая 1860 года был произведен первый помол в Юганском на мельнице, которая с сушильней обошлось Тверитину в 1000 рублей серебром. Её соорудил мастер из числа ссыльных, хорошо знавший устройство мукомольных мельниц. Пашня возросла с 1855 года к 1867 году с 0,5 до 14 десятин. Юганские купцы, которые наживались на поставках и перепродаже хлеба втридорога остякам, чинили препятствия, чтобы разорить его, добивались переноса своих домов на землю, разработанную им под пашню, под предлогом, что река Юган подмыла берега вблизи усадеб. Кроме того, против Тверитина И. Я. было открыто следствие, его ложно обвинили в мздоимстве и сварливости. После проведённого следствия, 10 ноября 1860 года дело было закрыто, виновные в волоките, приведшую к обострению отношений духовной власти с гражданской, наказаны.
Кроме зерновых культур выращивал картофель из семян. 
Являлся участником Первой Всероссийской сельскохозяйственной выставки в Санкт-Петербурге 1860 года, Всероссийской выставки сельских произведений в Москве 1864 года и Политехнической выставки в Москве 1872 года, член-корреспондентом Вольного экономического общества с 1856 года, членом Русского географического общества с 1869 года, членом-корреспондентом с 5.02.1861 года, действительным членом с 1864 года Казанского экономического общества.
Выращивание культур в комнатных условиях
С 1878 года занимался выращиванием апельсинов в комнатных условиях.
Этнография хантов
Изучал и экономическое положение остяков, содействовал исследователю И. Я. Словцову при изучении им зоологии позвоночных Тобольской губернии:
8 июля 1884 года был восприемником (крестником) сына Василия Евгеньевича Тверитина (1859—11.9.1903, с. Онуфриевское, Ялуторовский уезд) в Богоявленской церкви села Юганское.
Иван Яковлевич скончался 6 июня 1890 года.
Память
В 1892 году священник Тверитин Василий Евгеньевич, заменивший Ивана Яковлевича на службе 20.7.1883 года в Богоявленской церкви, в память о Иване Яковлевиче собрал урожай зерновых в селе Юганском. По сведениям Тобольского статистического комитета с 1893 года земледелием в Сургутском округе больше никто не занимался.
Василий Евгеньевич отправил результаты труда Ивана Яковлевича по апельсинам, за что также был награждён малой серебряной медалью от Императорского Казанского экономического общества «за труд по комнатной культуре плодового дерева» от 14.3.1892 года.
Старший сын Василий Иванович, пойдя по стопам отца, стал участником Курганской сельско-хозяйственной и кустарно-промышленной выставки 1895 года, где им были представлены «живые пчелы (учебный улей), рамочный образцовый улей, один сот сего лета „яровой“, мед в стеклянной банке, 10 ф.». За это был награждён малой серебряной медалью «за многолетнее ведение пчеловодства в районе, где пчеловодство считается невозможным».
В наши дни в память об Иване Тверитине проходят краеведческие выставки в Доме краеведа в Сургуте.
Семья
Старший сын Василий служил дьячком в Троицкой церкви Сургута в 10.7.1856—16.2.1858 годах, диаконом в Богородице-Рождественской церкви города Березов Тобольской губернии в 16.2.1858—30.12.1859 годах, диаконом Вознесенской церкви села Падеринское Курганского уезда Тобольской губернии в 30.12.1859—17.12.1867 годах, наставником в Падеринском сельском училище в 07.12.1864—17.12.1867 годах, священником Никольской церкви села Гладковское Курганского уезда Тобольской губернии в 17.12.1867—27.4.1868 годах, священником Казанской церкви села Верхне-Алабугское Курганского уезда Тобольской губернии в 27.4.1868—4.2.1898 годах, законоучителем Верхне-Алабугской школы Министерства народного просвещения в 15.09.1873—4.2.1898 годах, затем вышел в заштатные священники в связи с болезнью. Умер 13.1.1901 в селе Верхне-Алабугское.

## Вклад в науку
В июле 1899 года Дмитрий Иванович Менделеев во время экспедиции на Урал отразил в книге «Уральская железная промышленность в 1899 году» важность опыта священника отца Тверитина, так как успешно и дешево можно будет совершать заготовку леса только там, где возможно сельское хозяйство.

## Награды
За своё усердие Иван Яковлевич был неоднократно отмечен:
- 1845 — архипастырская признательность «за обучение остяцких детей и содержание их на свой счет»;
- 1846 — право ношения набедренника;
- 1847 — благословение Святейшего Синода «за обучение остяцких детей и содержание их на свой счет»;
- 8.12.1855 — большая серебряная медаль от Вольного экономического общества;
- 1856 — наперсный крест «В память войны 1853—1856»;
- 1860 — благодарность от генерал-губернатора Западной Сибири «за распространение хлебопашества в Сургутском отделении»[12];
- 1860 — серебряная медаль от Вольного экономического общества;
- 1860 — большая серебряная медаль Первой Всероссийской сельскохозяйственной выставки в Санкт-Петербурге 1860 года (послан сноп озимой ржи) за распространение в Березовском крае хлебопашества, за распродажу остякам до 400 пудов озимой ржи по 35 копеек за пуд в 1860 г.;
- 1862 — скуфья «за отлично усердную епархиальную службу»;
- 1864 — малая серебряная медаль Всероссийской выставки сельских произведений в Москве 1864 года (послан ящик с колосьями озимой ржи и краткое описание развития его хозяйства и его опытнической деятельности);
- 1866 — архипастырское внимание;
- 1867 — камилавка;
- 1867 — по высочайшему повелению награждён 15 десятинами (1 496 саженями земли) «в вечное и потомственное владение»;
- 1871 — особо архипастырское внимание «за перевод проповедей на остяцкий язык»;
- 1872 — бронзовая медаль Политехнической выставки в Москве 1872 года (послан сноп озимой ржи);
- 1872 — бронзовая медаль от Русского географического общества[8];
- 1877 — наперсный крест от Святейшего Синода выдаваемый «за отличие по службе».

## Ссылка
- Ведмидь Г. П. Культовое деревянное зодчество Югры (по итогам летнего полевого сезона 2012 г.) (Богоявленская церковь села Юганское, 2011)
- Александр Яковлевич Тверитин (брат Ивана Яковлевича)
- Тверитин Василий Федорович Этнографические сведения о жителях г. Березова, Воскресенский собор города Березова Тобольской губернии, 12 апреля 1854 года (этнограф)